# كاثلين ويلهويت
كاثلين ويلهويت (بالإنجليزية: Kathleen Wilhoite)‏ هي مغنية وممثلة أمريكية، ولدت في 29 يونيو 1964 بسانتا باربارا في الولايات المتحدة.

## أعمال

### أفلام
- (1989) برندا ستار
- (1997) الحافة[5]
- (2000) إسداء الخدمات[6]
- (2008) مخلوقات مجنحة
- (2011) طلب العدالة

### مسلسلات
- 24
- آلي مكبيل
- بنات غيلمور
- شبح هامس

## وصلات خارجية
- كاثلين ويلهويت على موقع IMDb (الإنجليزية)
- كاثلين ويلهويت على موقع ألو سيني (الفرنسية)
- كاثلين ويلهويت على موقع ميوزك برينز (الإنجليزية)
- كاثلين ويلهويت على موقع تيرنر كلاسيك موفيز (الإنجليزية)
- كاثلين ويلهويت على موقع أول موفي (الإنجليزية)
- كاثلين ويلهويت على موقع قاعدة بيانات الأفلام السويدية (السويدية)
- كاثلين ويلهويت على موقع إن إن دي بي (الإنجليزية)
- كاثلين ويلهويت على موقع قاعدة بيانات الفيلم (الإنجليزية)
- كاثلين ويلهويت على موقع كينوبويسك (الروسية)